# Joutsenselkä
Joutsenselkä är en sjö i Finland.   Den ligger i landskapet Birkaland, i den södra delen av landet, 140 km norr om huvudstaden Helsingfors. Joutsenselkä ligger 84 meter över havet.